# Malpica de Bergantiños
Malpica de Bergantiños (or simply Malpica) là một đô thị của Tây Ban Nha ở tỉnh A Coruña trong cộng đồng tự trị của Galicia.
43°19′B 8°48′T / 43,317°B 8,8°T